# Мохамед Шавкі
Мохамед Шавкі (араб. محمد شوقي, нар. 15 жовтня 1981, Порт-Саїд) — єгипетський футболіст, що грав на позиції півзахисника, зокрема за національну збірну Єгипту, у складі якої — дворазовий володар Кубка африканських націй.
По завершенні ігрової кар'єри — тренер.

## Клубна кар'єра
Народився 15 жовтня 1981 року в Порт-Саїді. Вихованець футбольної школи клубу «Аль-Масрі». Дорослу футбольну кар'єру розпочав 1999 року в основній команді того ж клубу, в якій провів чотири сезони, взявши участь у 60 матчах чемпіонату. 
Протягом 2003—2007 років захищав кольори клубу «Аль-Аглі» (Каїр), вигравши низку національних трофеїв, а також двічі здобувши титул переможця Ліги чемпіонів КАФ.
У серпні 2007 року за 650 тисяч фунтів стерлінгів перейшов до англійського «Мідлсбро». В Англії не зумів стати гравцем основного складу нової команди і, провівши за 2,5 року у її складі лише 22 гри в усіх турнірах, перебрався до Туреччини, де півроку провів у складі «Кайсеріспора».
У 2010–2012 роках знову грав за каїрський «Аль-Аглі», після чого деякий час провів в іракському «Аль-Нафті» та малайзійському «Келантані».
Завершував ігрову кар'єру на батьківщині, де протягом частини 2015 року грав за «Ель Мокаволун аль-Араб».

## Виступи за збірні
Протягом 2000–2001 років залучався до складу молодіжної збірної Єгипту. На молодіжному рівні зіграв у 15 офіційних матчах, забив один гол.
З 2002 по 2003 рік захищав кольори олімпійської збірної Єгипту, у складі якої провів 15 матчів, забивши 3 голи.
2001 року дебютував в офіційних матчах у складі національної збірної Єгипту.
Був гравцем основного складу збірної на домашньому для неї Кубку африканських націй 2006, де здобув титул континентального чемпіона. За два роки, на Кубку африканських націй 2008 в Гані допоміг національній команді захиситити титул чемпіонів Африки. Також був учасником розіграшу Кубка конфедерацій 2009 року, що проходив у ПАР.
Загалом протягом кар'єри у національній команді, яка тривала 12 років, провів у її формі 65 матчів, забивши 5 голів.

## Кар'єра тренера
Розпочав тренерську кар'єру невдовзі по завершенні кар'єри гравця, 2016 року, увійшовши до тренерського штабу клубу «Ваді Дегла», де пропрацював з 2016 по 2017 рік.
2018 року увійшов до тренерського штабу олімпійської збірної Єгипту.
| Дата       | Місто               | Господарі         | Результат               | Гості             | Турнір                                      | Голи | Примітки |
| ---------- | ------------------- | ----------------- | ----------------------- | ----------------- | ------------------------------------------- | ---- | -------- |
| 10-11-2001 | Рустенбург          | ПАР               | 1 – 0                   | Єгипет            | товариський матч                            | -    | 83'      |
| 08-08-2002 | Александрія         | Єгипет            | 4 – 1                   | Ефіопія           | товариський матч                            | -    | 57'      |
| 20-08-2002 | Александрія         | Єгипет            | 2 – 0                   | Уганда            | товариський матч                            | -    | 86'      |
| 23-08-2002 | Каїр                | Єгипет            | 3 – 0                   | Судан             | товариський матч                            | -    |          |
| 25-11-2002 | Лагос               | Нігерія           | 1 – 1                   | Єгипет            | товариський матч                            | -    |          |
| 31-03-2004 | Каїр                | Єгипет            | 2 – 1                   | Тринідад і Тобаго | товариський матч                            | -    |          |
| 24-05-2004 | Каїр                | Єгипет            | 2 – 0                   | Зімбабве          | товариський матч                            | -    | 46'      |
| 29-05-2004 | Каїр                | Єгипет            | 2 – 0                   | Габон             | товариський матч                            | -    |          |
| 06-06-2004 | Омдурман            | Судан             | 0 – 3                   | Єгипет            | Відбір до ЧС 2006                           | -    |          |
| 20-06-2004 | Александрія         | Єгипет            | 1 – 2                   | Кот-д'Івуар       | Відбір до ЧС 2006                           | -    |          |
| 04-07-2004 | Котону              | Бенін             | 3 – 3                   | Єгипет            | Відбір до ЧС 2006                           | -    |          |
| 05-09-2004 | Абіджан             | Єгипет            | 3 – 2                   | Камерун           | Відбір до ЧС 2006                           | 1    |          |
| 08-10-2004 | Триполі             | Лівія             | 2 – 1                   | Єгипет            | Відбір до ЧС 2006                           | -    |          |
| 28-11-2004 | Каїр                | Єгипет            | 1 – 1                   | Болгарія          | товариський матч                            | -    |          |
| 08-01-2005 | Каїр                | Єгипет            | 3 – 0                   | Уганда            | товариський матч                            | 1    |          |
| 04-02-2005 | Сеул                | Південна Корея    | 0 – 1                   | Єгипет            | товариський матч                            | -    |          |
| 09-02-2005 | Каїр                | Єгипет            | 4 – 0                   | Бельгія           | товариський матч                            | -    |          |
| 14-03-2005 | Ед-Даммам           | Саудівська Аравія | 0 – 1                   | Єгипет            | товариський матч                            | -    |          |
| 27-03-2005 | Каїр                | Єгипет            | 4 – 1                   | Лівія             | Відбір до ЧС 2006                           | -    |          |
| 27-05-2005 | Ель-Кувейт          | Кувейт            | 0 – 1                   | Єгипет            | товариський матч                            | -    |          |
| 05-06-2005 | Каїр                | Єгипет            | 6 – 1                   | Судан             | Відбір до ЧС 2006                           | -    |          |
| 19-06-2005 | Абіджан             | Кот-д'Івуар       | 2 – 0                   | Єгипет            | Відбір до ЧС 2006                           | -    |          |
| 29-07-2005 | Женева              | Єгипет            | 5 – 0                   | Катар             | товариський матч                            | -    |          |
| 31-07-2005 | Женева              | Єгипет            | 0 – 0 д.ч. (5 – 4 п.п.) | ОАЕ               | товариський матч                            | -    |          |
| 17-08-2005 | Понта-Делгада       | Португалія        | 2 – 0                   | Єгипет            | товариський матч                            | -    |          |
| 04-09-2005 | Каїр                | Єгипет            | 4 – 1                   | Бенін             | Відбір до ЧС 2006                           | -    | 86'      |
| 08-10-2005 | Яунде               | Камерун           | 1 – 1                   | Єгипет            | Відбір до ЧС 2006                           | 1    |          |
| 16-11-2005 | Каїр                | Єгипет            | 1 – 2                   | Туніс             | товариський матч                            | -    | 27'      |
| 14-01-2006 | Каїр                | Єгипет            | 1 – 2                   | ПАР               | товариський матч                            | -    | 58'      |
| 20-01-2006 | Каїр                | Єгипет            | 3 – 0                   | Лівія             | Кубок африканських націй 2006 - 1-й етап    | -    |          |
| 24-01-2006 | Каїр                | Єгипет            | 0 – 0                   | Марокко           | Кубок африканських націй 2006 - 1-й етап    | -    |          |
| 28-01-2006 | Каїр                | Єгипет            | 3 – 1                   | Кот-д'Івуар       | Кубок африканських націй 2006 - 1-й етап    | -    | 33'      |
| 03-02-2006 | Каїр                | Єгипет            | 4 – 1                   | ДР Конго          | Кубок африканських націй 2006 - чвертьфінал | -    | 20'      |
| 07-02-2006 | Каїр                | Єгипет            | 2 – 1                   | Сенегал           | Кубок африканських націй 2006 - півфінал    | -    |          |
| 10-02-2006 | Каїр                | Єгипет            | 0 – 0 д.ч. (4 – 2 п.п.) | Кот-д'Івуар       | Кубок африканських націй 2006 - Фінал       | -    |          |
| 03-06-2006 | Ельче               | Іспанія           | 2 – 0                   | Єгипет            | товариський матч                            | -    |          |
| 02-09-2006 | Каїр                | Єгипет            | 4 – 1                   | Бурунді           | Відбір до Кубка африканських націй 2008     | -    |          |
| 07-10-2006 | Габороне            | Ботсвана          | 0 – 0                   | Єгипет            | Відбір до Кубка африканських націй 2008     | -    |          |
| 15-11-2006 | Брентфорд           | Єгипет            | 1 – 0                   | ПАР               | товариський матч                            | -    | 70'      |
| 07-02-2007 | Каїр                | Єгипет            | 2 – 0                   | Швеція            | товариський матч                            | -    |          |
| 25-03-2007 | Каїр                | Єгипет            | 3 – 0                   | Мавританія        | Відбір до Кубка африканських націй 2008     | -    |          |
| 03-06-2007 | Нуакшот             | Мавританія        | 1 – 1                   | Єгипет            | Відбір до Кубка африканських націй 2008     | -    | 67', 75' |
| 22-08-2007 | Париж               | Кот-д'Івуар       | 0 – 0                   | Єгипет            | товариський матч                            | -    |          |
| 13-10-2007 | Каїр                | Єгипет            | 1 – 0                   | Ботсвана          | Відбір до Кубка африканських націй 2008     | -    |          |
| 10-01-2008 | Абу-Дабі            | Єгипет            | 1 – 0                   | Малі              | товариський матч                            | -    |          |
| 13-01-2008 | Алверка-ду-Рібатежу | Ангола            | 3 – 3                   | Єгипет            | товариський матч                            | -    | 72'      |
| 22-01-2008 | Кумасі              | Єгипет            | 4 – 2                   | Камерун           | Кубок африканських націй 2008 - 1-й етап    | -    |          |
| 26-01-2008 | Кумасі              | Єгипет            | 3 – 0                   | Судан             | Кубок африканських націй 2008 - 1-й етап    | -    |          |
| 30-01-2008 | Тамале              | Єгипет            | 1 – 1                   | Замбія            | Кубок африканських націй 2008 - 1-й етап    | -    |          |
| 04-02-2008 | Кумасі              | Єгипет            | 2 – 1                   | Ангола            | Кубок африканських націй 2008 - чвертьфінал | -    |          |
| 10-02-2008 | Аккра               | Камерун           | 0 – 1                   | Єгипет            | Кубок африканських націй 2008 - Фінал       | -    | 84'      |
| 26-03-2008 | Каїр                | Єгипет            | 0 – 2                   | Аргентина         | товариський матч                            | -    |          |
| 20-08-2008 | Хартум              | Судан             | 4 – 0                   | Єгипет            | товариський матч                            | -    |          |
| 12-10-2008 | Каїр                | Єгипет            | 4 – 0                   | Джибуті           | Відбір до ЧС 2010                           | -    |          |
| 11-02-2009 | Каїр                | Єгипет            | 2 – 2                   | Гана              | товариський матч                            | 1    |          |
| 29-03-2009 | Каїр                | Єгипет            | 1 – 1                   | Замбія            | Відбір до ЧС 2010                           | -    | 57'      |
| 07-06-2009 | Бліда               | Алжир             | 3 – 1                   | Єгипет            | Відбір до ЧС 2010                           | -    |          |
| 15-06-2009 | Блумфонтейн         | Бразилія          | 4 – 3                   | Єгипет            | Кубок Конфедерацій                          | 1    |          |
| 18-06-2009 | Йоганнесбург        | Єгипет            | 1 – 0                   | Італія            | Кубок Конфедерацій                          | -    |          |
| 21-06-2009 | Рустенбург          | Єгипет            | 0 – 3                   | США               | Кубок Конфедерацій                          | -    |          |
| 05-07-2009 | Каїр                | Єгипет            | 3 – 0                   | Руанда            | Відбір до ЧС 2010                           | -    | 42'      |
| 12-08-2009 | Каїр                | Єгипет            | 3 – 3                   | Гвінея            | товариський матч                            | -    | 55'      |
| 05-09-2009 | Кігалі              | Руанда            | 0 – 1                   | Єгипет            | Відбір до ЧС 2010                           | -    | 65'      |
| 26-03-2011 | Йоганнесбург        | ПАР               | 1 – 0                   | Єгипет            | Відбір до Кубка африканських націй 2012     | -    |          |
| 10-06-2012 | Конакрі             | Гвінея            | 2 – 3                   | Єгипет            | Відбір до ЧС 2014                           | -    | 40'      |
| Усього     |                     | Матчів            | 65                      |                   | Голів                                       | 5    |          |

## Титули і досягнення
- Чемпіон Єгипту (4):

«Аль-Аглі»: 2004-2005, 2005-2006, 2006-2007, 2010-2011
- Володар Кубка Єгипту (2):

«Аль-Аглі»: 2006, 2007
- Переможець Ліги чемпіонів КАФ (2):

«Аль-Аглі»: 2005, 2006
- Володар Кубка африканських націй (2):

2006, 2008